# 재미나라
재미나라는 2000년 3월부터 2017년 7월 3일까지 한솔교육이 운영한 사이트이다.

## 역사
- 2000년 3월: 사이트 오픈
- 2004년 : 리듬고고 '올챙이와 개구리' 열풍, MBC 일요일 일요일 밤에 '브레인 서바이버' 출연
- 2007년 : MBC 뽀뽀뽀 아이조아 '부릉부릉 쏙쏙 퀴즈' 출연
- 2008년 2월: 회원 수 350만명 돌파
- 2017년 7월 3일: 서비스 종료